# Cimitero delle Porte Sante
Il cimitero delle Porte Sante è un cimitero monumentale di Firenze situato entro il bastione fortificato della basilica di San Miniato al Monte.

## Storia
L'idea di un luogo di sepolture vicino a San Miniato nacque intorno al 1837 anche se il camposanto fu inaugurato undici anni dopo, nel 1848.
Il progetto è opera dell'architetto Niccolò Matas, l'autore della facciata della basilica di Santa Croce; nel 1864, ad opera di Mariano Falcini il cimitero venne ingrandito, utilizzando a tale scopo l'area della fortezza cinquecentesca che si estendeva intorno alla chiesa.
Il progetto del nuovo cimitero si accrebbe parallelamente allo sviluppo della nuova rete viaria, elaborata dal Poggi che, con l'apertura del viale dei Colli e dello scalone monumentale, creava nuove modalità di accesso alla basilica.
Presso l'ingresso del cimitero fu girata la sequenza d'apertura del film Amici miei - Atto IIº.

## Descrizione
Il cimitero si snoda sul bastione michelangiolesco attorno a San Miniato. Il lato panoramico (piazzale Galleria, piazzale Fontana), accanto alla scalinata che porta alla basilica, è occupato da alcuni dei monumenti più prestigiosi (Spadolini, Cecchi Gori, Annigoni, Papini...), mentre la parte più antica si trova sul retro della basilica, con le sepolture ottocentesche (Vecchia Galleria e bastione Pian di Sco'), che si trovano ai lati dei perpendicolari viali Coveri e Longinotti. Sepolture per lo più degli anni dieci, venti e trenta del Novecento si trovano nei bastioni occidentale e nord-occidentale, mentre nella proseguire nelle zone Pozzo e Montagnola si trovano le tombe per lo più dagli anni quaranta in poi. Le cappelle gentilizie si trovano lungo il perimetro oppure, in costruzioni isolate, nella zona alle spalle della basilica e sud-est del palazzo dei Vescovi. Tra queste la cappella Pettini fu decorata da Galileo Chini.
Infine un colombario moderno (nuova Galleria), si trova parzialmente interrato tra il piazzale Galleria e il baluardo del Cantiere.

## Tombe di personalità

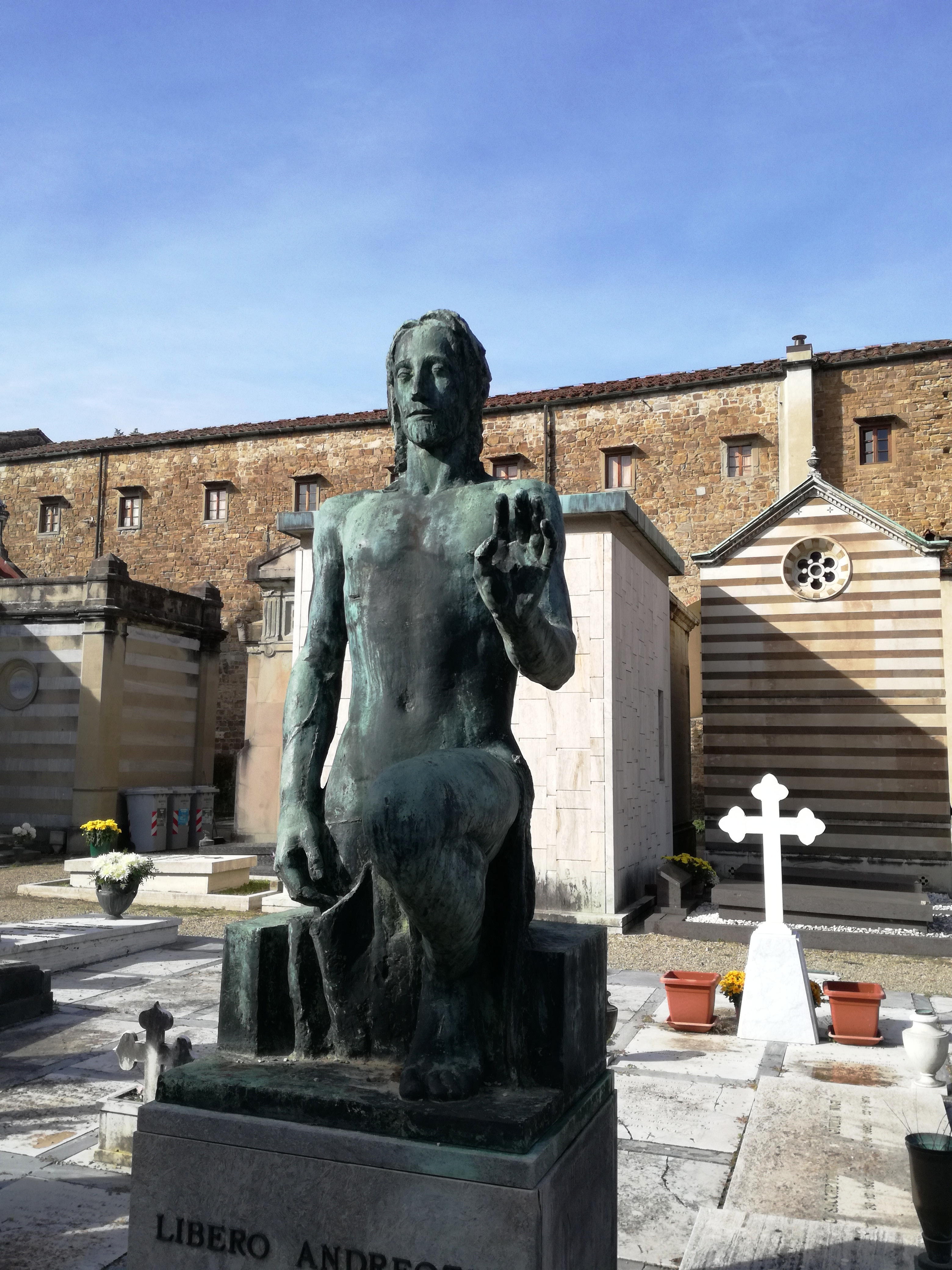
Tomba di Libero Andreotti, Cimitero delle Porte Sante

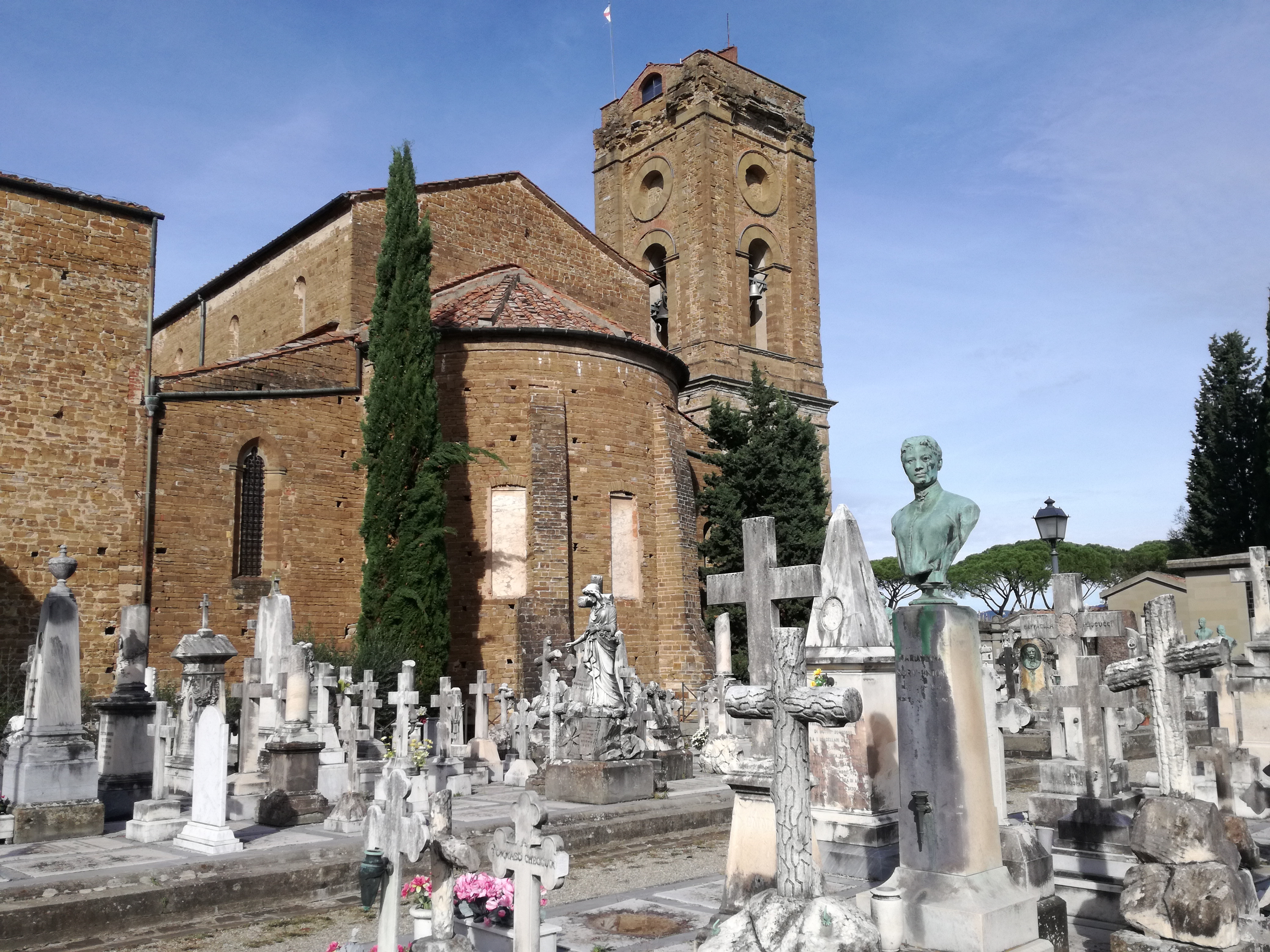
Tombe nel Cimitero delle Porte Sante poste dietro al campanile della Basilica di San Miniato al Monte

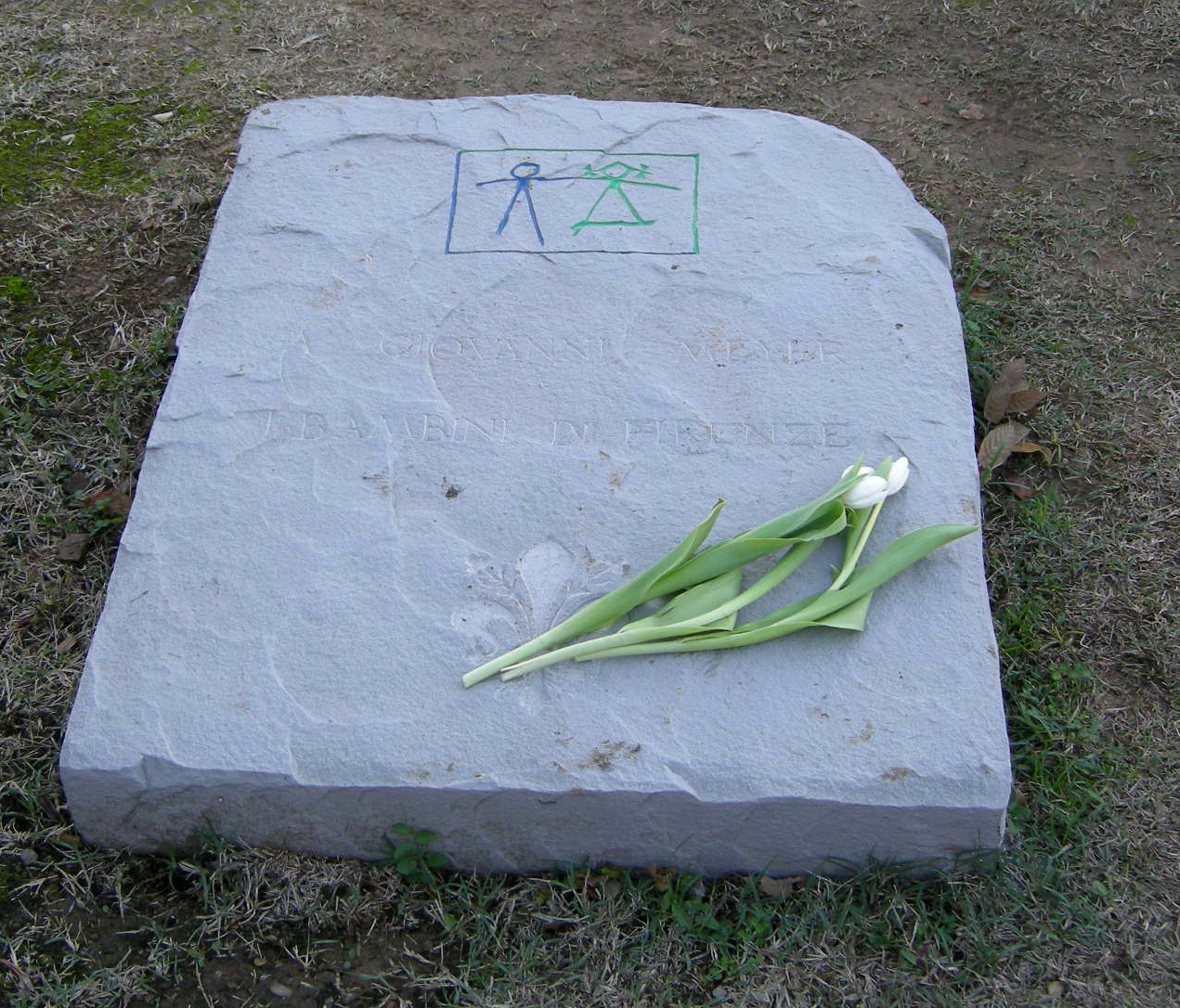
Cimitero delle porte sante, tomba di Giovanni Meyer

Oltre a numerose testimonianze architettoniche di gusto neogotico, eclettico, liberty, déco e contemporaneo, il cimitero accoglie le salme di molti illustri personaggi, fra i quali (in ordine alfabetico):
A
- Giuseppe Abbati (1836 - 1868), pittore e patriota
- Fratelli Alinari (fondatori della fotografia)
- Luca Alinari (1943 - 2019), pittore
- Libero Andreotti (1875 - 1933), scultore, illustratore e ceramista
- Anna Anni (1926 - 2011), costumista e scenografa
- Pietro Annigoni (1910 - 1988), pittore
- Amilcare ed Ebe Laffi Arnaud
- Pellegrino Artusi (1820 - 1911), scrittore, gastronomo e critico letterario

B
- Orazio Bacci (1864 - 1917), letterato e politico
- Ida Baccini (1850 - 1911), scrittrice e giornalista
- Gaspero Barbera (1818 - 1880), editore e tipografo
- Michele Barbi (1867 - 1941), filologo e letterato
- Giovanni Bastianini (1830 - 1868), scultore
- Lazar' Naumovič Berman (1930 - 2005), pianista russo
- Giovanni Berta (1894 - 1921), politico
- Luigi Bertelli detto Vamba (1858 - 1920), scrittore, giornalista e poeta
- Antonio Bonaparte (1816 - 1877), membro della famiglia Bonaparte
- Alessandro Bonsanti (1904 - 1984), scrittore e politico
- Mario Borgiotti (1906 - 1977), pittore e collezionista d'arte
- Giacomo Brogi (1822 - 1881), fotografo

C
- Roberto Cavalli (1940 - 2024), stilista
- Sauro Cavallini (1927 - 2016), scultore
- Giulia Carla Cecchi (1913 - 2005), stilista
- Mario Cecchi Gori (1920 - 1993), produttore cinematografico – con la moglie Valeria Pestelli (1921 - 2002)
- Gaetano Chiavacci (1886 - 1969), filosofo, pedagogista e accademico – con la moglie Ada
- Anna Maria Chiavacci Leonardi (1927 - 2014), dantista
- Alimondo Ciampi (1876 - 1939), scultore
- Bruno Cicognani (1879 - 1971), scrittore e drammaturgo verista
- Giorgio Cigliana (1857 - 1919), generale distintosi durante la guerra italo-turca
- Antonio Ciseri (1821 - 1891), pittore svizzero
- Ernesto Codignola (1885 - 1965), pedagogista e filosofo
- Carlo Collodi (1826 - 1890), scrittore e giornalista
- Vittorio Matteo Corcos (1859 - 1933), pittore
- Filippo Cordova (1811 - 1868), patriota, giurista e politico
- Enrico Coveri (1952 - 1990), stilista e imprenditore
- Gino Coppedè (1866 - 1927), architetto, scultore e decoratore
- Mariano Coppedè (1839 - 1920), artigiano, scultore, intagliatore ed ebanista
- Pietro Celestino Giannone (1791 - 1872), poeta e patriota – fino al 3 novembre 2017

D
- Ugalberto De Angelis (1932 - 1982), musicista e compositore
- Giuseppe De Robertis (1888 - 1963), critico letterario
- Giacomo Delcroix (1894 - 1972), pittore

F
- Giuseppe Frattallone (1832 - 1874), scultore
- Pietro Fanfani (1815 - 1879), scrittore e filologo
- Giovanni Ferrara (1928 - 2007), scrittore, storico e politico
- Massimo Freccia (1906 - 2004), direttore d'orchestra italo-americano

G
- Oscar Gallo (1909-1994), scultore
- Marcello Garosi (1919 - 1944), militare e partigiano
- Enrico Gherardi (1848 - 1967), garibaldino

H
- Frederick Hartt (1914 - 1991), studioso del Rinascimento italiano, autore e professore di storia dell'arte

L
- Felice Le Monnier (1806 - 1884), editore
- Claudio Leonardi (1926 - 2010), storico, filologo e latinista
- Sergio Lepri (1919 - 2022), giornalista, saggista e accademico
- Guglielmo Libri Carucci dalla Sommaja (1803 - 1869), matematico
- Nicola Lisi (1893 - 1975), scrittore
- Daniele Lombardi (1946 - 2018), pianista e compositore
- Enrico Longinotti (1912 – 1979), imprenditore e dirigente sportivo
- Cesare Luporini (1903 - 1993), filosofo, storico della filosofia e politico

M
- Guido Manacorda (1879 - 1965), germanista, critico letterario, traduttore e accademico
- Cipriano Mannucci (1882 - 1970), pittore
- Antonio Maraini (1886 - 1963), politico, scultore e critico d'arte
- Riccardo Marasco (1938 - 2015), cantautore
- Rodolfo Marma (1923 - 1998), pittore
- Giulio Masetti (1894 - 1926), pilota automobilistico e nobile
- Ferruccio Masini (1928 - 1988), germanista, critico letterario e traduttore
- Francesco Mazzoni (1925 - 2007), filologo
- Jolanda Meneguzzer (1929 - 2020), soprano
- Giovanni Meyer (1841 - 1916), fondatore dell'ospedale pediatrico Meyer)

N
- Francesco Nuti (1955 - 2023), attore, regista, sceneggiatore, produttore cinematografico e cantante

O
- Lorenzo Orsetti, volontario nell'Unità di Protezione Popolare curda (1986 - 2019), anarchico e antifascista

P
- Girolamo Pagliano (1801 - 1881), chimico, farmacista, imprenditore e impresario teatrale
- Giovanni Papini (1881 - 1956), scrittore, poeta e aforista
- Narciso Parigi (1927 - 2020), cantante e attore
- Napoleone Passerini (1862 - 1951), agronomo e botanico
- Stanislao Paszkowski (1905 - 1987), fondatore del Caffè Paszkowski
- Giuseppe Salvatore Pianell (1818 - 1892), generale e politico
- Marietta Piccolomini (1834 - 1899), soprano
- Ermenegildo Pistelli (1862 - 1927), presbitero, filologo classico, glottologo e papirologo
- Paolo Poli (1929 - 2016), attore, regista teatrale e cantante
- Pilade Pollazzi (1852 - 1940), fondatore della rivista (Scena illustrata)
- Cesira Pozzolini (1839 - 1914), scrittrice e filantropa
- Vasco Pratolini (1913 - 1991), scrittore

R
- Renzo Ricci (1899 - 1978), attore e regista teatrale
- Guglielmo Righini (1908 - 1978), astronomo
- Augusto Rivalta (1837 - 1925), scultore
- Pasquale Romanelli (1812 - 1887), scultore
- Fedele Romani (1855 - 1910), scrittore, poeta e linguista
- Ottone Rosai (1895 - 1957), pittore
- Bruno Rosai (1921 - 1986), pittore
- Bruno Rossi (1905 - 1993), fisico

S
- Famiglia Sapieha (che fece studiare il futuro papa Giovanni Paolo II)
- Tommaso Salvini (1829 - 1915), attore teatrale e patriota
- Giuliano Sarti (1933 - 2017), calciatore e allenatore di calcio
- Giovanni Sartori (1924 - 2017), politologo, sociologo e accademico
- Giorgio Saviane (1916 - 2000), scrittore
- Pietro Scarpini (1911 - 1997), pianista
- Pietro Siciliani (1832 - 1885), pedagogista, filosofo e medico
- Odoardo Spadaro (1893 - 1965), cantautore e attore
- Giovanni Spadolini (1925 - 1994), politico, giornalista e accademico
- Pierluigi Spadolini (1922 - 2000), architetto e designer
- Maria Rachele Candida Aurora Cafaggi (1805 - 1883), soprannominata Giulia (madre di Frederick Stibbert), presso la cappella Stibbert[1]
- Alice Sturiale (1983 - 1996), bambina autrice de Il libro di Alice

T
- John Temple Leader (1810 - 1903), politico inglese
- Clemente Terni (1918 - 2004), compositore, organista e musicologo
- Ludovico Tommasi (1866 - 1941), pittore e incisore
- Angelo Torchi (1856 - 1915), pittore
- Piero Tosi (1927 - 2019), costumista e docente

U
- Luigi Ugolini (1891 - 1980), scrittore e giornalista
- Stefano Ussi (1822 - 1901), pittore

V
- Aldo Valleroni (1920 - 2000), compositore, paroliere e giornalista
- Atto Vannucci (1810 - 1883), storico, patriota e politico
- Famiglia Vespucci (tomba di famiglia), famiglia nobiliare
- Pasquale Villari (1827 - 1917), storico e politico

Y
- Pietro Coccoluto Ferrigni, alias "Yorick figlio di Yorick" (1836 - 1895), scrittore, avvocato e patriota

Z
- Franco Zeffirelli (1923 - 2019), regista, sceneggiatore, scenografo e politico

## Galleria d'immagini

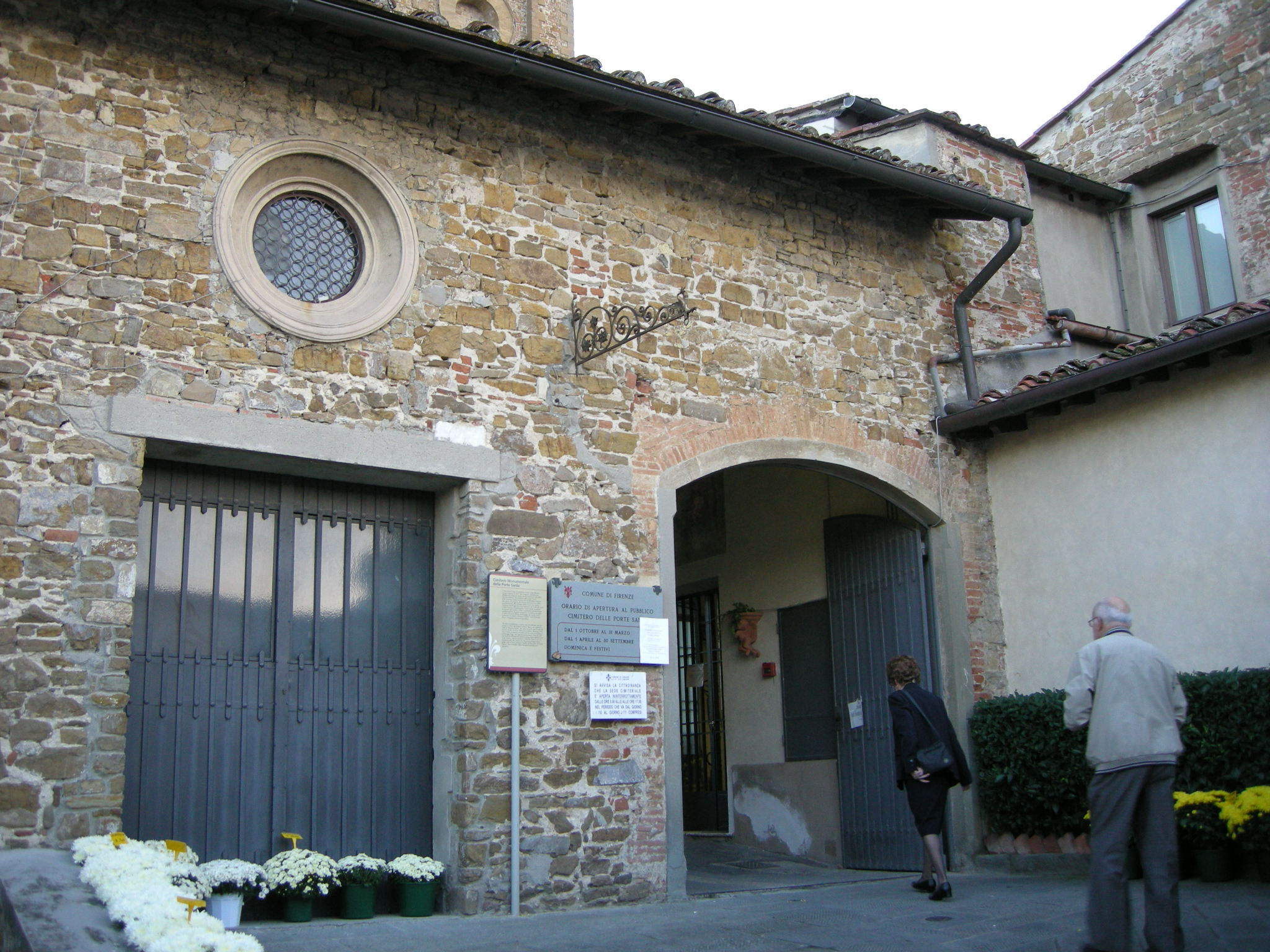
L'ingresso
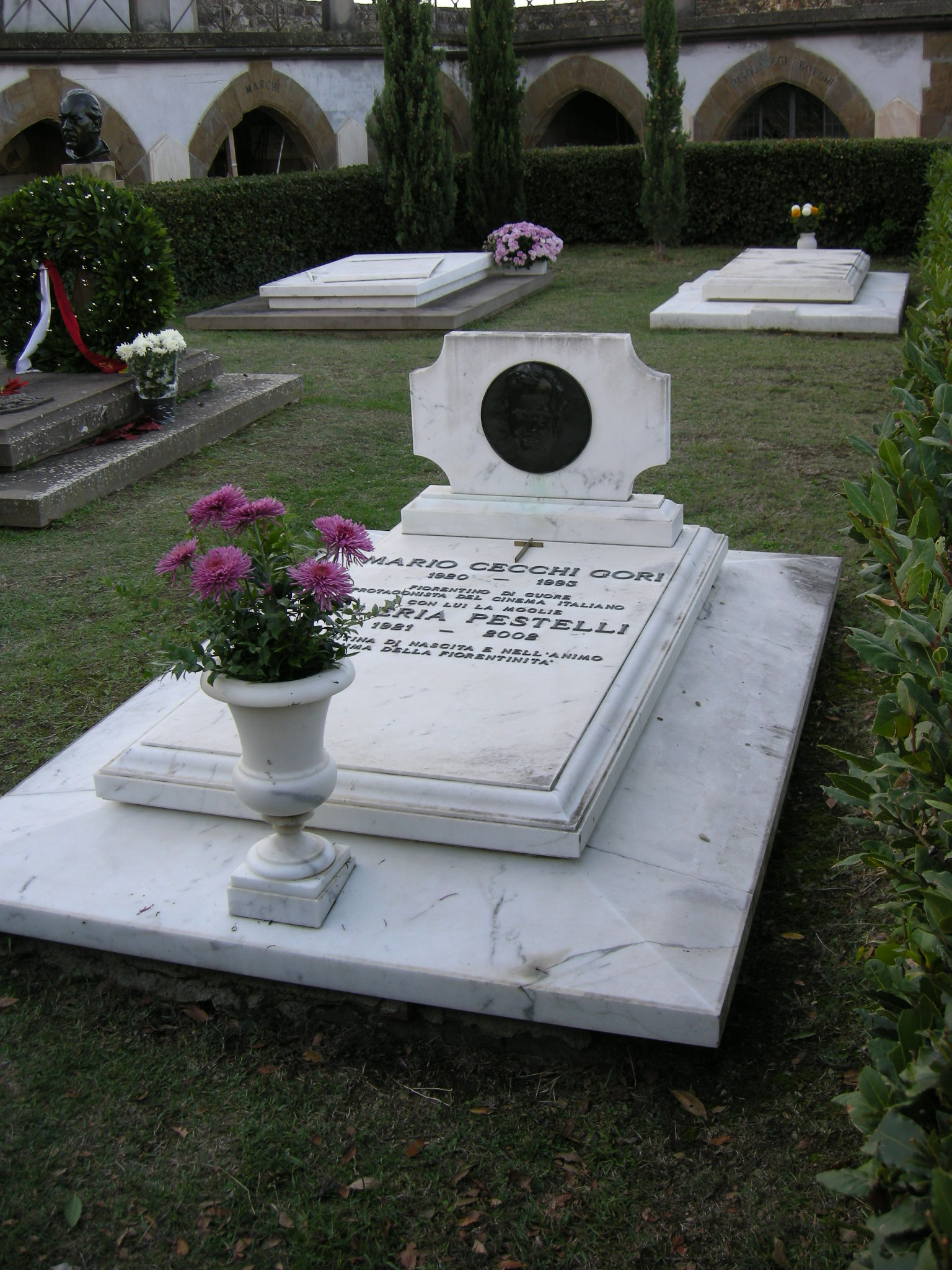
Tomba di Mario Cecchi Gori e altri
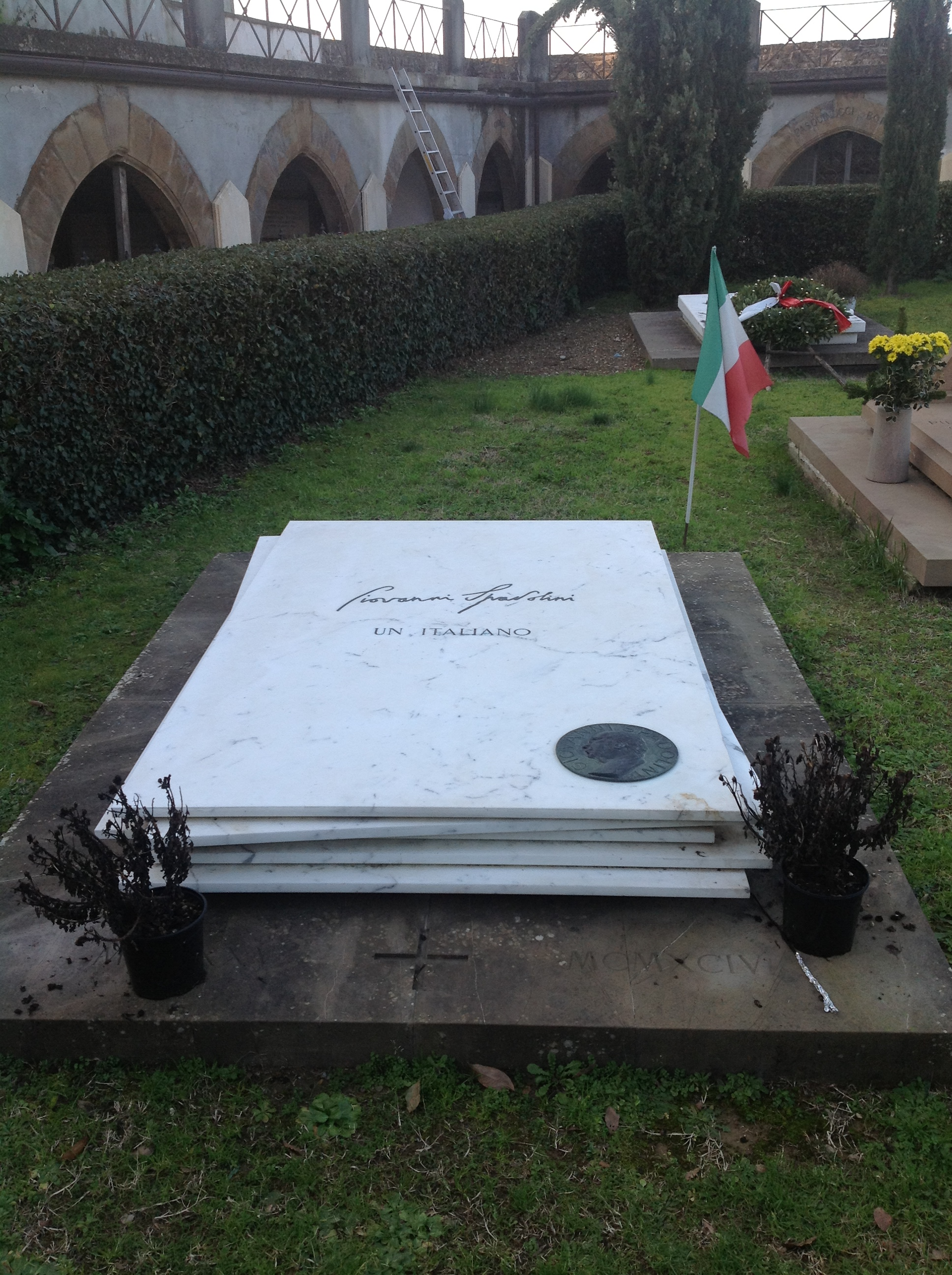
Tomba di Giovanni Spadolini
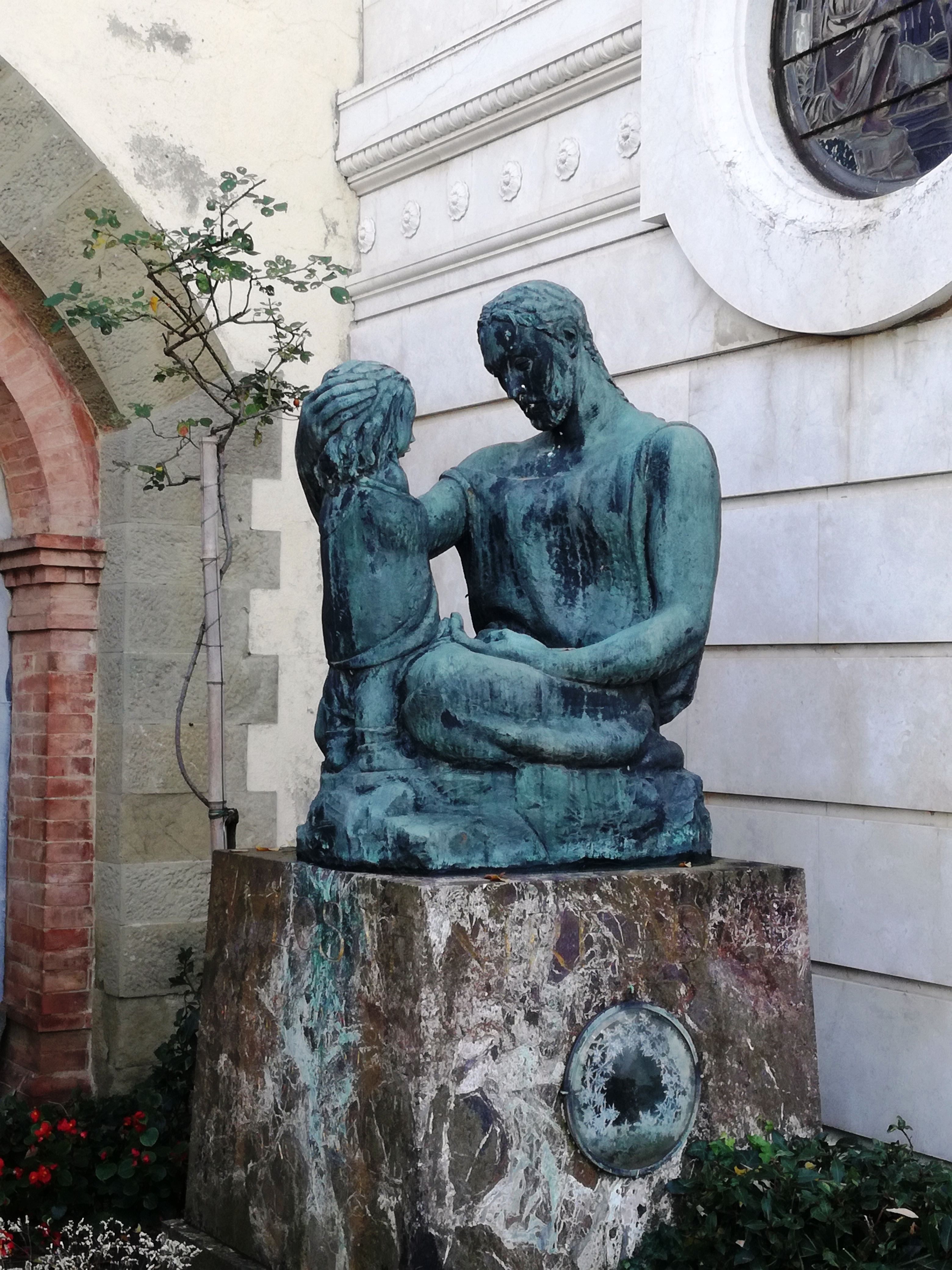
Tomba del Vamba di Libero Andreotti
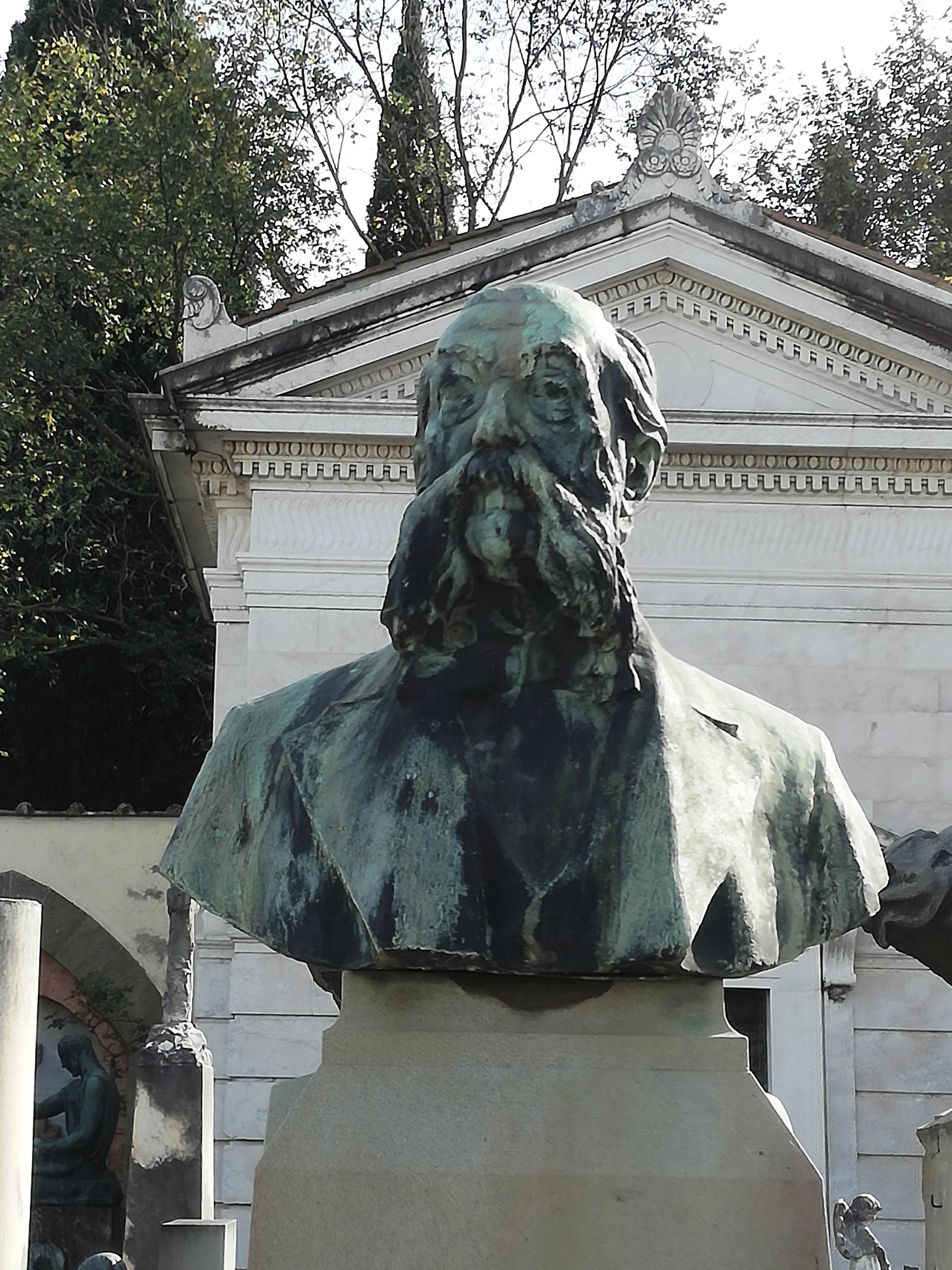
Tomba Artusi
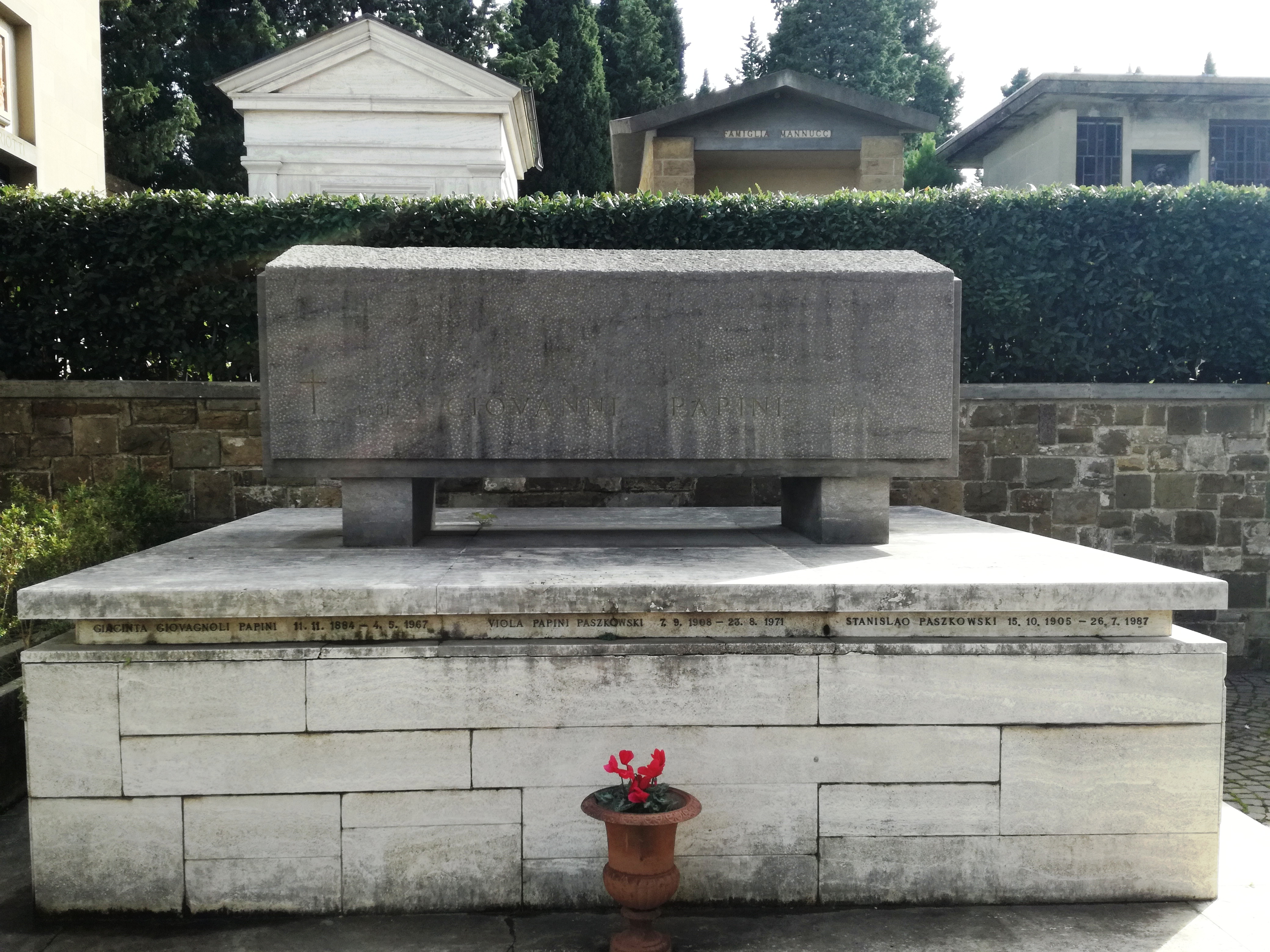
Tomba Papini, Paszkowski
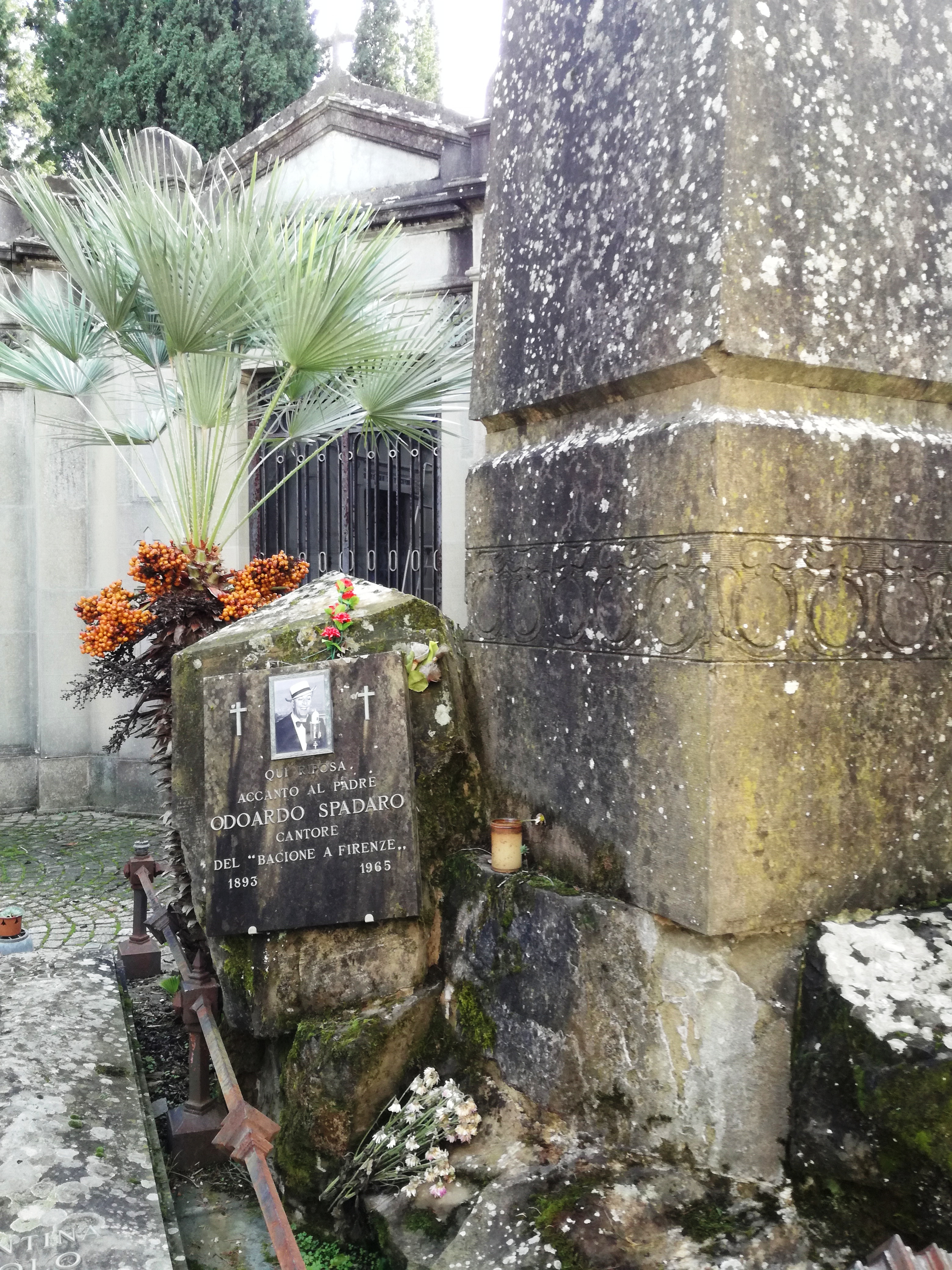
Tomba di Odoardo Spadaro
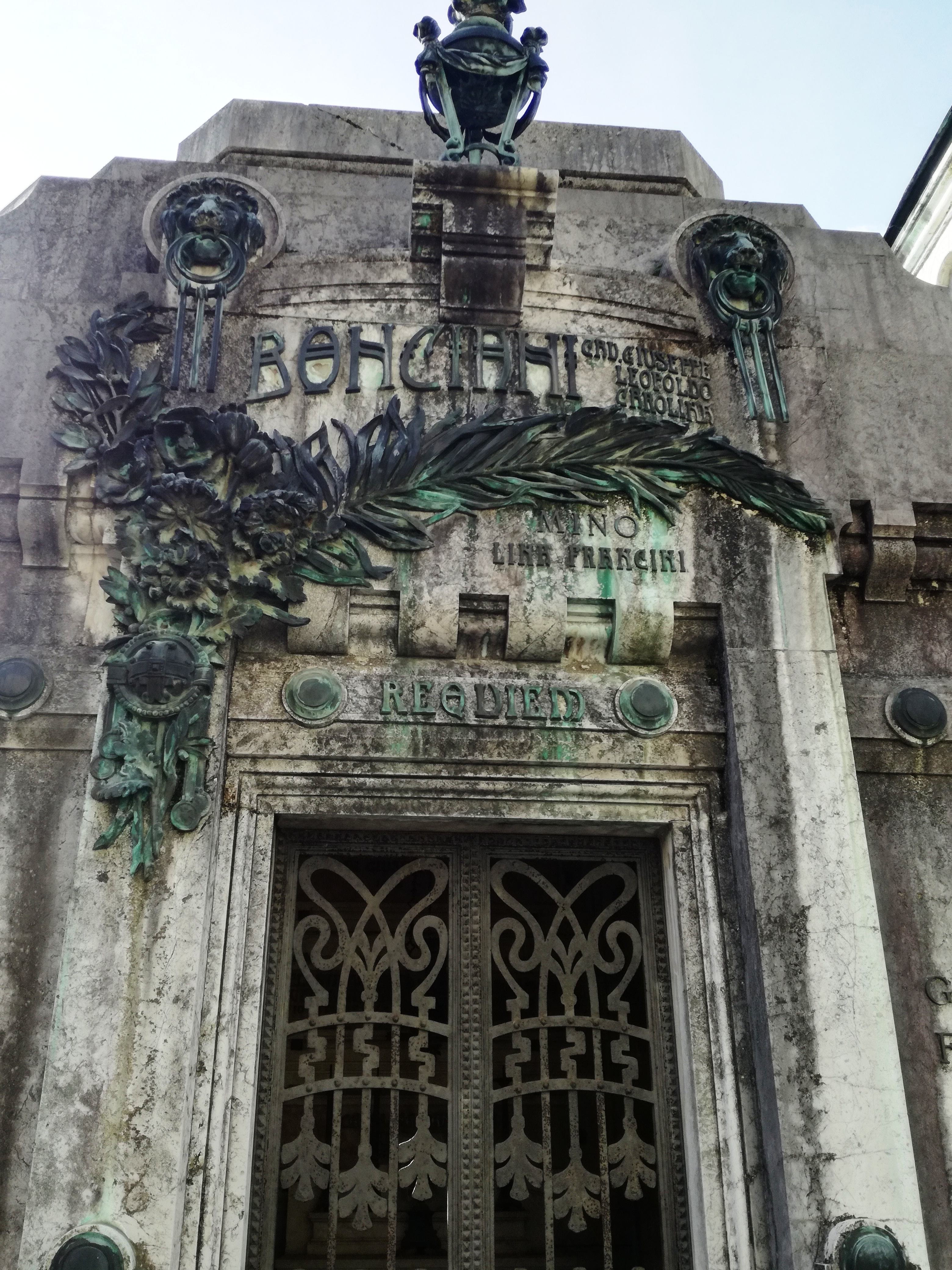
Cappella Bonciani
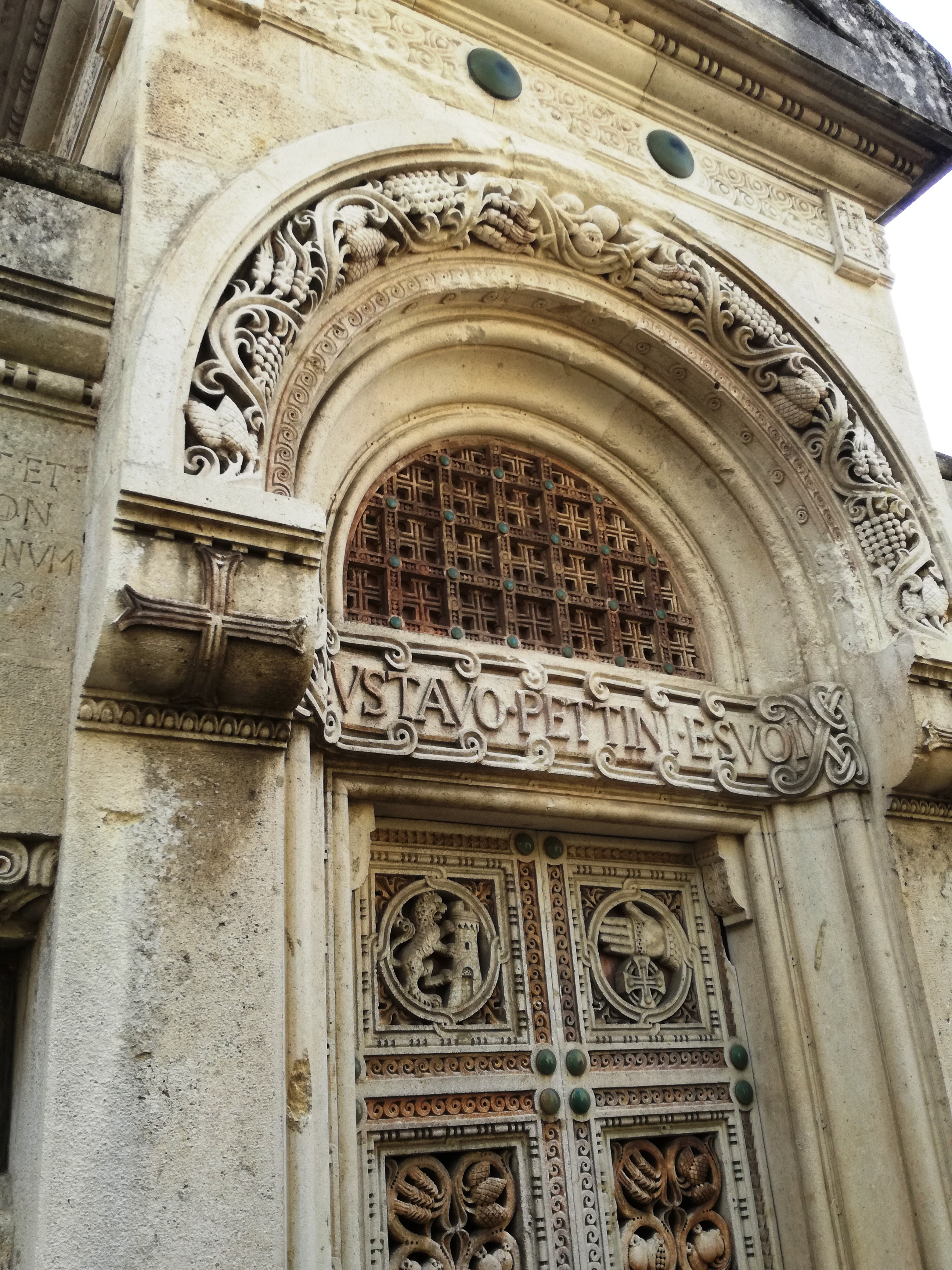
Cappella Pettini
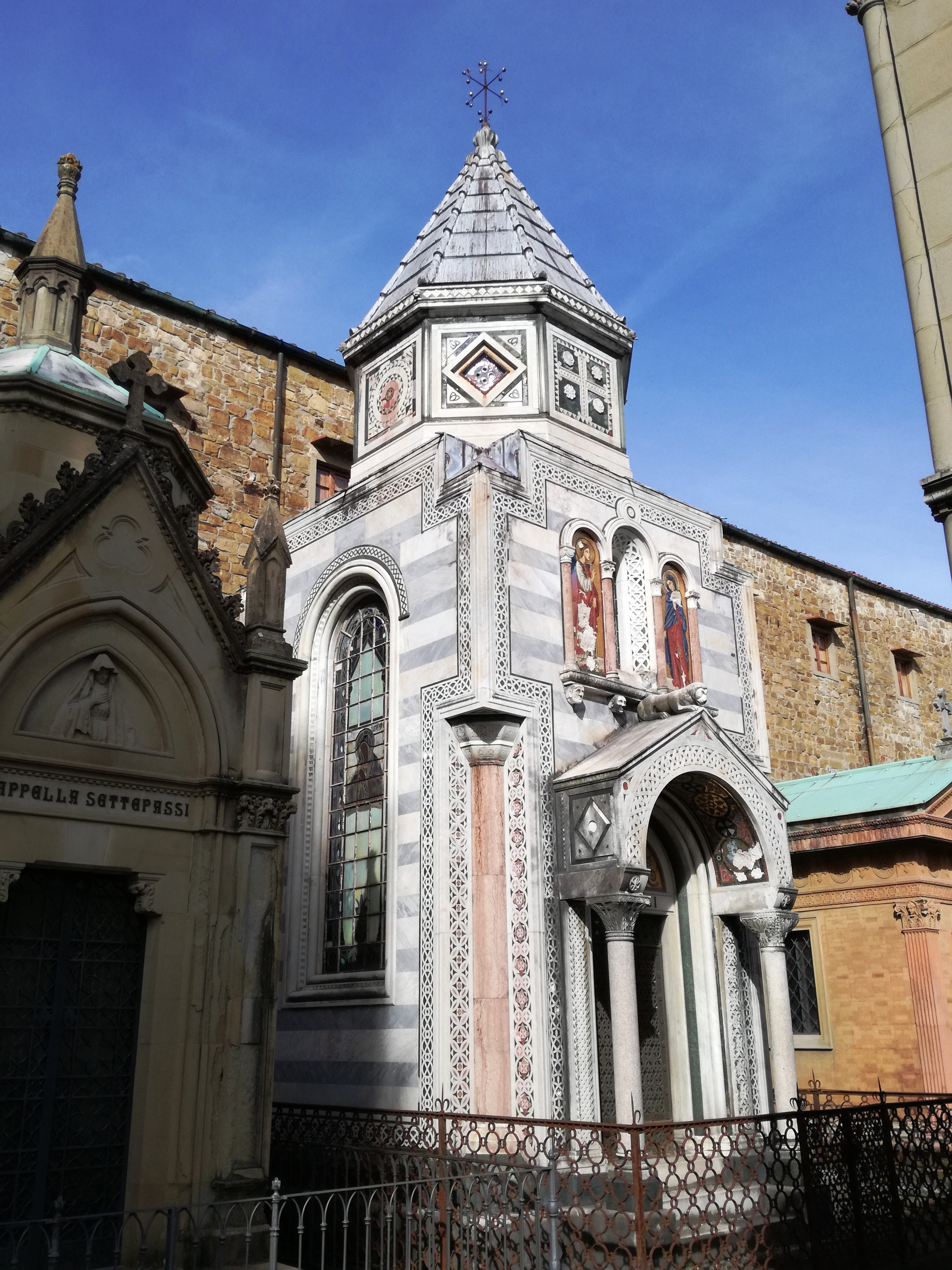
Cappella Valsè Pantellini, progettata da Giovanni Paciarelli
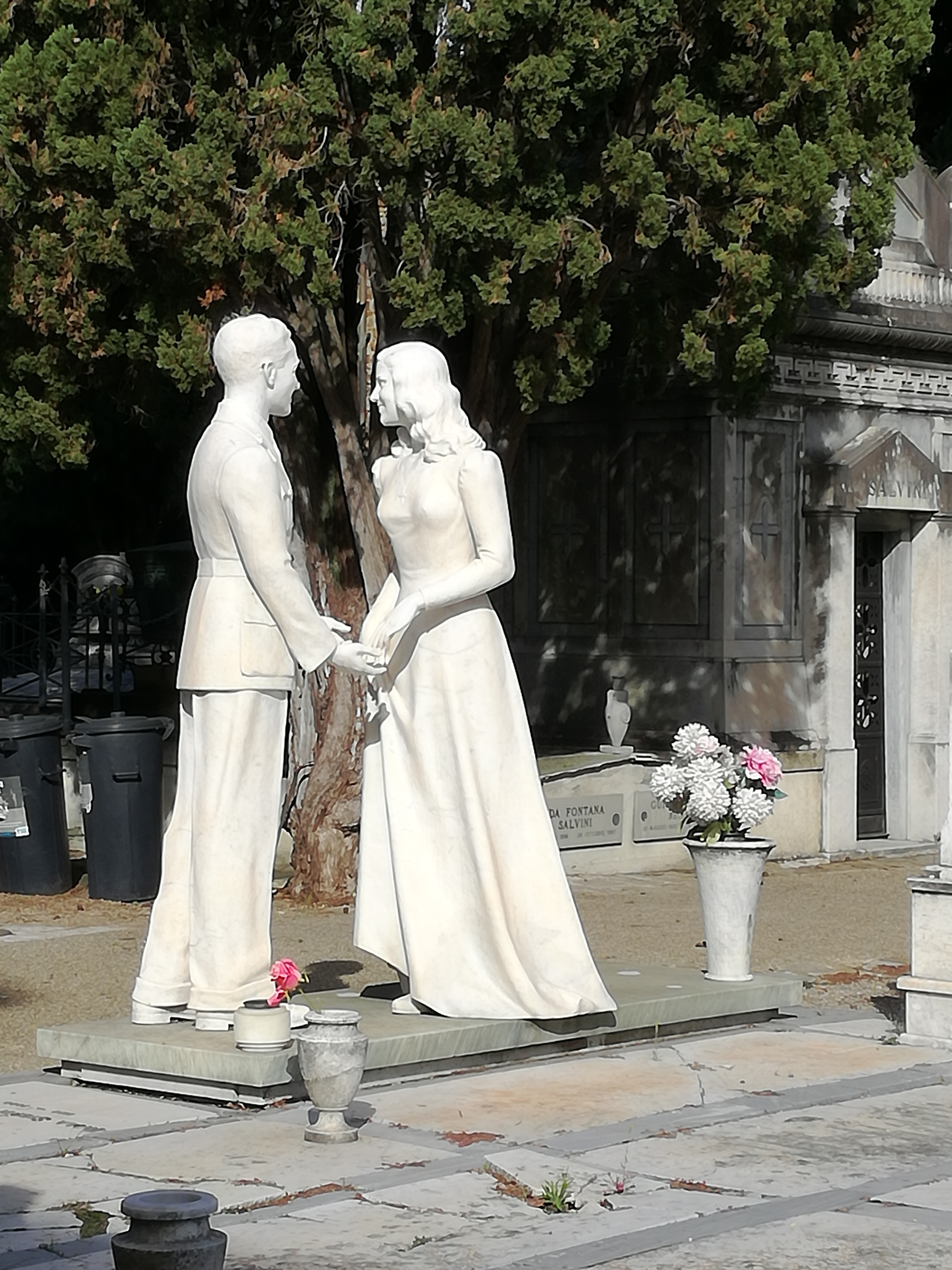
Tomba fratelli Mazzone